# Хирако, Хироки
Хироки Хирако (яп. 平子 裕基; 6 августа 1982; Отофуке, Япония) — японский конькобежец, чемпион Зимних Азиатских игр 2007 года на дистанции 5000 метров. Рекордсмен мира среди юниоров на дистанции 5000 метров. 
На Олимпиаде-2002 занял 17-е место в беге на 5000 метров.
Является действующим рекордсменом Японии в беге на 3000, 5000 и 10000 метров, а также в классическом многоборье.